# Cypripedium micranthum
Cypripedium micranthum är en orkidéart som beskrevs av Adrien René Franchet. Cypripedium micranthum ingår i släktet guckuskor, och familjen orkidéer. Inga underarter finns listade i Catalogue of Life.